# Plaza de España (Hagåtña)
La Plaza de España (place de l'Espagne) est située dans le centre d'Hagåtña, la capitale du territoire de Guam, dépendant des États-Unis.
Durant la longue période de colonisation espagnole de l'île on y trouvait le Palais du gouverneur. En 1855, le gouverneur espagnol Don Enrique Solano a fait remplacer l'ancien Palais de 1736 par un bâtiment plus grand. Après la Guerre hispano-américaine en 1898, la place a servi de quartier général pour l'administration américaine et le gouverneur de la Marine américaine y a installé sa résidence. L'île est restée sous contrôle américain jusqu'à l'invasion de décembre 1941 par les Japonais.
La majeure partie du Palais fut détruite en 1944, vers la fin la Seconde Guerre mondiale, par un bombardement américain lors de la reconquête de Guam. Seuls quelques éléments subsistent aujourd'hui : une partie des murs d'enceinte, la terrasse, la maison du jardin (qui reste le plus grand bâtiment historique de l'île) et la petite maison du chocolat. La place sera ajoutée au Registre national des lieux historiques en 1974.
Le Palais du gouverneur, appelé « Maison du Gouvernement » (Casa Govierno) sous la domination espagnole, abritait les bureaux et la résidence de ce dernier. On peut encore observer quelques portions de ses fondations.